# Cerkiew Opieki Matki Bożej w Moskwie (Izmajłowo)
Cerkiew Opieki Matki Bożej – prawosławna cerkiew w Moskwie, na terenie dawnej wsi Izmajłowo, wzniesiona w 1680.
Świątynia została wzniesiona w 1680 na terenie carskiej włości w Izmajłowie przez grupę budowniczych z Kostromy na czele z Grigorijem i Fiodorem Miedwiediewymi. Wzorem dla świątyni miał być prawosławny sobór w Aleksandrowskiej Słobodzie, jednak wykonawcy nie zrealizowali w tym zakresie oczekiwań fundatorów. Należała do największych i najefektowniejszych rosyjskich cerkwi wzniesionych w XVII stuleciu; osiągnęła łączną wysokość 57 metrów, z czego 18 przypadało jedynie na największą z pięciu cebulastych kopuł. Wyjątkowa w rosyjskiej architekturze sakralnej była również zewnętrzna dekoracja świątyni z obramowaniami okien wykonanymi z białego kamienia. We wnętrzu cerkwi znalazł się pięciorzędowy ikonostas. Dzwony cerkiewne zostały zawieszone na baszcie wzniesionej w sąsiedztwie, przy moście prowadzącym na wyspę, na której została zbudowana świątynia; nie wzniesiono przy tym typowej dzwonnicy cerkiewnej.
W 1812 rezydencja carska w Izmajłowie, która już wcześniej straciła popularność wśród członków rodziny panującej, została zniszczona przez wojska francuskie. Ucierpiała w tym czasie także cerkiew. Dopiero w 1839 na wyspie w sąsiedztwie świątyni powstał dom dla inwalidów wojennych, z miejscami dla 400 szeregowców i 20 oficerów. Projektant domu, Konstantin Thon, opracował plan budowli zbliżonej formą do typowych rosyjskich koszar i bezpośrednio połączył ten obiekt z cerkwią Opieki Matki Bożej. Otoczony przez trzy skrzydła budynków mieszkalnych obiekt sakralny stracił wiele z pierwotnego monumentalizmu.
Cerkiew pozostawała czynna do 1927. W wymienionym roku została zamknięta, zaś w 1932 całkowicie zdewastowana. W kolejnych dekadach pełniła funkcje magazynu, następnie była siedzibą instytutu naukowego. Odnowiona w latach 1979–1980, w 1994 została zwrócona parafii prawosławnej.
Szczególną czcią otaczane są przechowywane w cerkwi ikony Opieki Matki Bożej oraz kopia Jerozolimskiej Ikony Matki Bożej.